# Silo (Romanreihe)
Silo ist eine Romantrilogie, die von Hugh Howey erstmals 2011 bei Amazon Kindle Direct Publishing als E-Book veröffentlicht wurde. Die Romanreihe – veröffentlicht beim Piper Verlag – besteht aus den drei Bänden Silo, Level und Exit. Die Trilogie ist eine Dystopie, die Lüge, Manipulation und Unmenschlichkeit hinterfragt.

## Inhalt
Die Romanreihe beschreibt das Leben in mehreren unterirdischen Silos, in denen Menschen seit mehreren Generationen leben. In den 144 Stockwerken eines Silos leben einige tausend Menschen, die in drei große Gruppen zerfallen: eine Führungsebene in den oberen Stockwerken, die Normalbevölkerung in den mittleren sowie  „die Mechanik“ in den untersten Etagen. Ein zentrales Element ist die Treppe, welche sich durch alle Stockwerke zieht und über die alle Waren und Nachrichten durch Träger verteilt werden.
Über die Außenwelt ist nur das bekannt, was durch die vier Kameras des Sensorturm ins Innere des Silos auf die Bildschirme in der Cafeteria des 1. Stockwerks übertragen wird. Demnach ist sie leblos, verseucht und für Menschen innerhalb kurzer Zeit tödlich. Dem Wunsch, das Silo zu verlassen, wird entsprochen, wobei das einem Todesurteil gleichkommt. Wer das Silo verlässt, wird mit einem Schutzanzug und Reinigungsgerät ausgestattet und gebeten, die Linsen der Außenkameras zu reinigen, die mit der Zeit verschmutzen. Diese Reinigung wird von den Ausgestoßenen immer durchgeführt, obwohl sie binnen weniger Minuten von der vergifteten Außenwelt getötet werden.
Im Verlauf des Romanzyklus stellt sich heraus, dass die Siloanlage bewusst im Vorfeld der geplanten, weitgehenden Auslöschung der Menschheit durch Nanowaffen erstellt wurde. Ziel war die Erschaffung einer weniger selbstzerstörerischen, neuen Menschheit aus der Keimzelle eines der eigens dafür geschaffenen Silos, in dem alle Erinnerungen und Aufzeichnungen über die konfliktbeladene Vorzeit verlorengingen.

### Silo
Silo (orig. Wool), erster Band der Trilogie, beginnt mit einer „Reinigung“ in Silo 18. Der bisherige „Sheriff“ des Silos bittet, nach draußen gelassen zu werden. Er wird den Regeln des Silos gemäß mit einem Schutzanzug und Reinigungsmittel nach draußen gelassen, reinigt die Kameralinsen und stirbt.
Neben dem Sheriff, der die Sicherheit im Silo regelt, wird die Gemeinschaft von einem Bürgermeister gelenkt, darüber hinaus existiert die „IT“ mit unklaren Macht- und Steuerungsbefugnissen, welche die Server- und IT-Infrastrukturen des Silos wartet und betreibt. Gegen den Willen der IT setzt Bürgermeisterin Jahns die Wunschkandidatin des gestorbenen Sheriffs als Nachfolgerin in das Amt ein, wofür sie sich auf einen Fußmarsch bis in die „Mechanik“ begibt. Die Reise über die Treppe ist beschwerlich und dauert mehrere Tage. Im Verlauf des Abstiegs wird das Silo und seine technische und gesellschaftliche Struktur näher beschrieben. So erkennt man beispielsweise die Funktion der Bewohner an der Farbe ihrer Overalls.
Die Hauptprotagonistin der Trilogie ist die Mechanikerin Juliette Nichols, die zunächst als neuer Sheriff die Arbeit aufnimmt, innerhalb kurzer Zeit aber durch Intrigen insbesondere der IT zu Fall gebracht und zur Reinigung verurteilt wird. Bis dahin findet sie heraus, dass eine weitere, unabhängige Macht die Geschicke des Silos steuert. Sie lernt den Techniker Lukas Kyle kennen und fasst Vertrauen zu ihm. Aufgefallen war ihr Lukas, da er im Aufenthaltsraum mit den Bildschirm der Außenkameras nachts die Bewegungen der Sterne am Himmel aufzeichnete und Theorien über sie anstellte. Weiter findet sie heraus, dass die von der IT zur Verfügung gestellten Schutzanzüge und insbesondere das nur für diese verwendete Klebeband minderwertig sind. Durch die Hilfe der Abteilungen „Mechanik“ und „Versorgung“ wird Juliette mit einem funktionierenden Schutzanzug ins Freie verbannt. Sie verweigert die Reinigung und schafft den Weg außer Sicht der Kameras des Silos. Sie entdeckt, dass zahlreiche weitere Silos in der toten Umwelt existieren und steigt in den benachbarten Silo 17 ein. Dort stößt sie auf Solo, einen einzelnen Überlebenden einer vorangegangenen Katastrophe.
In der Zwischenzeit wird Silo 18 vom Leiter der IT Bernard Holland angeführt, der nach dem Silo-Vertrag die Aufgaben der ermordeten Bürgermeisterin Jahns bis zu einer Neuwahl kommissarisch übernimmt. Dieser will Lukas als seinen Nachfolger aufbauen, von seiner Freundschaft zu Juliette weiß Bernard jedoch nichts. Lukas wird in einem geheimen Bereich des Silos über die Existenz anderer Silos, der Leitung in Silo 1 sowie das Regelwerk (das „Buch der Weisung“) informiert, welches das Überleben der Silos sicherstellen soll. Unterdessen bricht in Silo 18 ein Aufstand aus. Lukas wird das Verlassen des geheimen Bereichs aus Sicherheitsgründen untersagt, da der Siloleiter und sein designierter Nachfolger nicht gleichzeitig gefährdet sein dürfen. Tatsächlich wird jedoch seine Loyalität angesichts der Enthüllungen über die wirkliche Bestimmung des Silos geprüft. Bis er sich bewährt hat, muss er sich im und unterhalb des Serverraums aufhalten.
Juliette erfährt von Solo, der sich im Serverraum von Silo 17 sehr gut auskennt, dass es möglicherweise einen „Silo 1“ gibt. Sie schafft es Funkkontakt zu Lukas in Silo 18 herzustellen, wo durch eine Revolte Krieg ausgebrochen ist. Während Juliette bei einer Tauchaktion die Trockenlegung der überfluteten Mechanik in Silo 17 einleitet, um Teile des Silos wieder in Betrieb zu nehmen, wird ihr Begleiter Solo von einer bislang unentdeckten Gruppe Kinder überfallen. Juliette gelingt es, die Entwässerungspumpen zu starten, Solo zu retten und sich mit den weiteren Überlebenden anzufreunden.
In Silo 18 findet Bernard heraus, dass Lukas nicht dem entspricht, was er sich unter loyal und vertrauenswürdig vorstellt. Er lässt ihn festnehmen und teilt Juliette über Funk mit, dass Lukas zur Reinigung geschickt wird. Juliette nimmt die damit verbundene Öffnung der Außentür des Silos zum Anlass, mit einem neuen Schutzanzug zu Silo 18 zurückzukehren und erfolgreich Eintritt zu erlangen. Die in der Mechanik ausgebrochene Revolte gegen die Sicherheitskräfte der IT wurde währenddessen siegreich beendet. Juliette wird zum neuen Bürgermeister ernannt und klärt die Bevölkerung über Silo 17 und die vermuteten weiteren Silos auf.

### Level
Dem zweiten Band Level (orig. Shift) vorangestellt ist eine Vorbemerkung des Autors, in der er einerseits Durchbrüche in der Nanorobotik, andererseits in der Erforschung der psychopharmakologischen Wirkung von Propranolol beschreibt. Ein Zusammenhang dieser beiden Durchbrüche wird angedeutet, welcher zum Szenario der Trilogie führte.
Der zweite Band der Trilogie behandelt im losen Wechsel verschiedene Handlungsstränge zu unterschiedlichen Zeiten.
2049 wird der Abgeordnete und Architekt Donald Keene von seinem Vorgesetzten Senator Paul Thurman mit der Planung und dem Bau von 50 unterirdischen Silos beauftragt. Als Endlagerstätte für radioaktiven Müll sowie eine vorgeschriebene Evakuierungs- und Sicherheitsanlage ausgewiesen, konnte die Anlage erstellt werden, ohne Verdacht zu wecken. Die tatsächliche Bestimmung, als neuer Lebensraum der Menschheit nach ihrer globalen Vernichtung durch Nanowaffen, wurde geheim gehalten bis zur Eröffnung während eines Parteitages im Jahr 2052. Diese fiel zusammen mit einem geplanten Erstschlag durch Atombomben und Nanowaffen, welcher im Folgenden die gesamte Menschheit außerhalb der Silos tötete. Begründet wurde das Vorgehen dadurch, dass man dem Erstschlag anderer, feindlicher Mächte zuvorkommen müsse, der die Menschheit unwiderruflich vernichtet hätte. Mit Donald Keene wurde der leitende Architekt der Siloanlagen im Silo 1 gerettet, der die Bestimmung des Projekts erst mit der eintretenden Katastrophe erkannte. Die anderen Silos wurden mit Abgeordneten und Auserwählten der jeweiligen Bundesstaaten, die zur Eröffnungsfeier eingeladen waren, befüllt und bilden so die Startpopulationen.
2110 beginnt der Handlungsstrang in Silo 1 mit dem Aufwachen Donalds aus einem kryotechnischen Schlaf. Er erinnert sich weder an sein Leben außerhalb des Silos noch an seinen Namen, sondern glaubt, Troy zu heißen. Er lebt und agiert nach dem „Buch der Weisung“, welches das Überleben in den Silos sicherstellen soll. Es wird klar, dass die Leiter der IT in allen anderen 49 Silos diejenigen sind, welche die Geschicke ihres Silos lenken und in Verbindung mit Silo 1 stehen.
Kurz nach seinem Erwachen ist Donald als Siloleiter mit Silo 12 konfrontiert, in dem ein Aufstand tobt und die Bewohner die Türen zur Außenwelt geöffnet haben. Er veranlasst die Vernichtung des Silos. Im Laufe der folgenden Schicht erkennt Donald langsam, dass er nur durch Amnesie-Medikamente daran gehindert wird, sich an die Vorgeschichte zu erinnern. Er setzt sie heimlich ab. Nachdem er sich wieder an den Erstschlag erinnern kann, wird er wieder in Tiefschlaf versetzt. Er nimmt an, dass dies endgültig ist, angesichts seines Erinnerungsvermögens, welches das Projektziel gefährdet.
Ab 2212 wird die Geschichte des „großen Aufstands“ in Silo 18 erzählt, welcher wiederum Jahrzehnte vor der Handlung des ersten Bands spielt. In Silo 18 wurde die Erinnerung an die Außenwelt sowie die Zeit vor Erstellung des Silos von einer Frau bewahrt, die durch eine Nanotech-Behandlung ein extrem hohes Alter erreichte. In der Folge kommt es zu stärker werdenden Unruhen. Die IT des Silo 18 berichtet die Lage an Silo 1, wo Donald wider Erwarten anlässlich der Situation wieder aufgeweckt wurde. Donalds Berichte zum Zusammenbruch in Silo 12 hatten seinen Vorgänger bis zu seinem Selbstmord beschäftigt, während er erfolglos versuchte, die Lage in Silo 18 zu beruhigen. Donald erklärt sich im Austausch gegen Informationen über seine im Kryoschlaf befindliche Schwester und ehemalige Soldatin Charlotte bereit, bei der Bewältigung des Aufstands zu helfen. Ein neuer IT-Leiter für Silo 18 wird in seine Arbeit eingeführt, die Bewahrerin der Erinnerung wird aufgespürt und getötet. Donald, von seinen Erinnerungen gebrochen, verlässt Silo 1, um in den sicheren Tod in die Außenwelt zu gehen. Er wird jedoch zurückgeholt und erneut in Kälteschlaf versetzt.
Ab 2345 wird Donalds Geschichte fortgesetzt. Er wird erneut aufgeweckt, aber für den ursprünglichen Projektleiter und ehemaligen Senator Paul Thurman gehalten. Er übernimmt die Gesamtleitung von Silo 1 und erhält Einblicke in geheime Unterlagen, die allein Thurman vorbehalten waren. Es wird enthüllt, dass die Berechnungen der Server in den einzelnen IT-Abteilungen, inklusive der „Kinder-Lotterien“, nur das eine Ziel haben, das beste Silo für eine Wiederbesiedlung der Oberfläche im Jahr 2550 auszuwählen. Alle anderen Silos werden laut Protokoll und nach der Idee Thurmans vernichtet. Donald weckt und erschießt Thurman, nachdem er bereits dessen Tochter Anna aus dem Kryoschlaf geholt und vergiftet hat.
Donald entscheidet sich alle Silos überleben zu lassen und seine Schwester Charlotte aufzuwecken, die er versteckt. Im Verlauf der Geschichte wird er zunehmend lungenkrank. Zusammen mit seiner Schwester baut er Drohnen um, die ursprünglich zur Bombardierung abtrünniger Silos gedacht waren, um das Umland der Silos weiter erkunden zu können. Die letzte Drohne, die sie losschicken können, zeigt ein Stück blauen Himmel sowie grüne Wiesen.
In einem weiteren Handlungsstrang wird der Zusammenbruch der Ordnung in Silo 17 aus der Perspektive des Jungen Jimmy Parker erzählt. 2312 beginnt dort ein Aufstand, der mit der Öffnung der Außentüren seinen Höhepunkt findet, in dem fast alle Bewohner getötet werden. Jimmy wird von seinem Vater, dem IT-Leiter von Silo 17 im Serverraum eingeschlossen und überlebt jahrelang alleine. Jimmy nennt sich im Folgenden Solo, der Name, unter dem ihn Juliette später findet, nachdem sie aus Silo 18 verbannt wurde. Mit ihrem Wissen über die „Mechanik“ ihres Heimatsilos können sie Silo 17 wieder teilweise in Betrieb nehmen.
Der Band endet mit der Kontaktaufnahme von Juliette zu Donald in Silo 1. Während Donald ihr Informationen anbietet, droht Juliette ihm, da sie ihn für die alle Silos überwachende, feindliche Instanz hält.

### Exit
Exit (orig. Dust) führt nun alle Handlungsstränge der beiden vorherigen Bücher zusammen, daher wechselt die Handlung ständig zwischen den Silos 1, 17 und 18.
Der dritte Band beginnt mit dem Durchbruch durch eine vermeintliche Außenwand in Silo 18, hinter der eine gelagerte Tunnelbohrmaschine entdeckt wird. Unter der Bevölkerung nehmen Unruhe und Furcht zu. Dennoch kann sich Juliette mit ihrem Plan durchsetzen, die Bohrmaschine mit einem Hilfsaggregat in Betrieb zu nehmen und einen Durchbruch nach Silo 17 zu beginnen, um dessen Ressourcen nutzen zu können. In Silo 1 kümmert sich der inzwischen schwerkranke Donald um seine versteckte Schwester Charlotte, die ihrerseits weitere Drohnenexkursionen plant. Donald hält heimlich Funkkontakt zu Lukas in Silo 18 und rät ihm zum Abbruch der Bohrtätigkeiten, andernfalls drohten schwerwiegende Folgen.
Die Bohrung von Silo 18 zu Silo 17 bricht durch, während Juliette erneut das Silo verlässt, um Luft- und Bodenproben der Umgebung zu nehmen. Die Analysen ergeben, dass anders als erwartet die Giftkonzentrationen nahe dem Siloausgang hoch sind und mit steigender Entfernung sinken, die höchsten Konzentrationen ergeben Proben aus der Luftschleuse. Juliette folgert, dass die Vergiftung der näheren Umwelt über das Silo selbst geschieht und bei jeder „Reinigung“ durch die Freisetzung von Gift erneuert wird.
In Silo 1 wird Senator Thurman geweckt, der den Schuss durch Donald überlebt hat. Die Verwechslung mit Donald wird aufgedeckt, woraufhin dieser inhaftiert wird. Thurman übernimmt wieder die Leitung von Silo 1 und ordnet die Abschaltung von Silo 18 an, das mit Giftgas geflutet wird. Lukas gelingt es vor seinem Tod, Juliette rechtzeitig zu warnen.
Die in Silo 18 tobenden Unruhen werden durch die Abschaltung drastisch beendet, nur ein kleiner Teil der Bewohner schafft es rechtzeitig durch den Tunnel nach Silo 17, wo sich die Überlebenden in einer weitgehend zerfallenen Umgebung bei massiver Nahrungs- und Ressourcenknappheit wiederfinden.
Charlotte verschafft sich in Silo 1 die notwendigen Teile für ein sendefähiges Funkgerät und schafft es, Kontakt zu Silo 17 aufzunehmen. Zusammen mit Juliette stellt sie die Vermutung auf, dass eine Startbasis für die Rückkehr der Menschen zur Oberfläche existiere und die exakt dorthin ausgerichteten Tunnelbohrmaschinen jedes Silos den Zweck hätten, den Weg dorthin zu bohren. Bevor es zu konkreten Plänen kommt, brechen in Silo 17 neue Unruhen aus. In Silo 1 wird Charlotte aufgespürt und festgenommen.
Juliette gelingt es trotz der eskalierenden Unruhen, die verbliebenen Silobewohner von der Existenz einer unvergifteten Außenwelt jenseits des Silo-Areals zu überzeugen. Mit Reinigungsanzügen und Sauerstoffvorräten brechen die Überlebenden in die von der Tunnelbohrmaschine vorgegebene Richtung auf und erreichen erfolgreich die „Saat“. Diese ist ein deutlich kleineres Silo, in dessen unteren Stockwerken der Tunnelbohrer des „Gewinnersilos“ im Jahr 2550 außerhalb der Anlage von „Operation Fünfzig“ ankommen sollte. Hier sind Lebensmittel, Pflanzensamen, Zelte, Solarzellen und Literatur vorhanden und somit ausreichend Ressourcen für einen Neustart der Menschheit.
Währenddessen kann Charlotte in Silo 1 den Soldaten Darcy, der sie festgenommen hatte, von der Existenz einer bewohnbaren Außenwelt überzeugen. Sie befreit gemeinsam mit Darcy ihren Bruder. Der hastig geschmiedete Plan zur Zerstörung von Silo 1 und der gemeinsamen Flucht schlägt teilweise fehl. Donald opfert sich bei der Bombenexplosion und löst mit der Zerstörung des dortigen Atomreaktors eine Kettenreaktion aus, die zur Befreiung aller anderen Silos führt. Darcy verhilft Charlotte trotz hoffnungsloser Lage zur Flucht über den Abflugschacht der Drohnen und opfert sich dabei ebenfalls.
Charlotte trifft Juliette an der „Saat“-Basis in der Außenwelt. Die ehemaligen Bewohner von Silo 17 und 18 bestaunen am Lagerfeuer unterm Sternenhimmel den dichten Wald und die Tiergeräusche. Sie können nun ein Leben in Freiheit an der Erdoberfläche beginnen.

## Weiterführendes
Im Januar 2023 gab Hugh Howey bekannt, dass er an einem weiteren Buch zu „Silo“, nämlich Silo 40, arbeite. Dies könnte die Geschichte der 11 abtrünnigen Silos unter der Leitung von Silo 40 erzählen.
Im August 2014 wurde von Jet City Comics ein Comic zur Romanreihe veröffentlicht.

## Verfilmung
Die erste Hälfte des ersten Romans wurde mit einer Fernsehserie verfilmt und 2023 von Apple TV+ veröffentlicht.
Ende 2024 wurde das Streamingangebot mit der zweiten Staffel fortgesetzt.
Eine dritte Staffel von AppleTV+ ist in Arbeit.